# Roque Santa Cruz
Roque Luis Santa Cruz Cantero (Luque, 16 de agosto de 1981) é um futebolista paraguaio que atua como atacante. Já é considerado no Paraguai e na Europa como um dos maiores, senão o maior jogador paraguaio de todos os tempos. Defende atualmente o Libertad do Paraguai. Disputou as Copas do Mundo de 2002, 2006 e 2010, pela Seleção Paraguaia, marcou 1 gol na edição de 2002 na partida contra a África do Sul. É também o maior artilheiro da Seleção Nacional, onde estreou com apenas 17 anos, na Copa América de 1999, marcando 30 gols. Ficou de 1999 até 2007 no Bayern, conquistando cinco vezes a Bundesliga, quatro Copas da Alemanha, uma Liga dos Campeões e um Mundial Interclubes.

## Clubes

### Olimpia
Santa Cruz entrou para o futebol com 9 anos no time do Club Olimpia, onde ele se destacava com gols e foi chamado pelo então técnico Luis Cubilla para o time profissional com 15 anos. Estreou com 16 anos no chamado "Super Clásico" contra o Cerro Porteño. Santa Cruz ajudou o Olimpia a conquistar o Campeonato Paraguaio de Futebol em 1998 e 1999 onde foi o artilheiro e craque do campeonato.

### Bayern de Munique

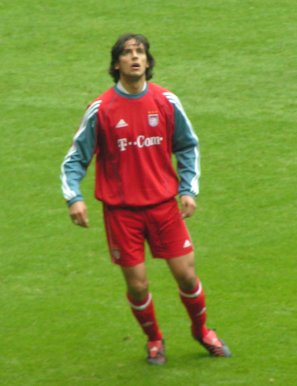
Santa Cruz no Bayern de Munique.

Após adquirir sucesso no Olimpia, Santa Cruz foi jogar na Europa, mais especificamente no FC Bayern München. A partir de 1999, ele foi convocado para a Seleção Paraguaia de Futebol, onde atua até hoje. Mas Santa Cruz obteve grande sucesso no Bayern, sendo que marcou mais de 30 gols na primeira liga que disputou, O FC Porto queria contratá-lo, mas não conseguiu por ser uma jovem promessa do futebol mundial, e ser avaliado entre os 3 mais caros do mundo.

### Blackburn Rovers
Santa Cruz assinou contrato com a equipe do Blackburn Rovers Football Club em 28 de julho de 2007. A equipe do Blackburn, que disputa a Premier League (1ª Divisão), pagou 35 milhões euros pelo jogador. Marcou o seu primeiro gol na partida contra o Middlesbrough, após substituir Benni McCarthy. Em 12 de janeiro de 2008, foi nomeado como o "Jogador do Mês" da Premiere League, do mês de dezembro de 2007.

### Manchester City
Após duas boas temporadas no time de Blackburn, foi negociado com o Manchester City. Em janeiro de 2011, foi negociado por empréstimo para retornar ao Blackburn.

### Málaga
Após ser emprestado ao Blackburn e Real Betis, e sem espaço no Manchester City, em 31 de agosto de 2012, foi emprestado por uma temporada ao Málaga.
Em 11 de julho de 2013 com o termino do seu contrato com o Manchester City, o Málaga lhe contratou em definitivo.

## Seleção nacional
Santa Cruz estreou na Seleção Profissional do Paraguai com 17 anos, na Copa América de 1999, onde foi o artilheiro da equipe com três gols. Ele também marcou 1 na Copa do Mundo de 2002, sendo esse gol de cabeça, após receber cruzamento de Arce no jogo de estreia contra a seleção da África do Sul.
Santa Cruz era dúvida para a Copa de 2006, onde ele recuperava-se de uma série lesão no joelho. No entanto, recuperou-se a tempo de participar da Copa. Ele não marcou nenhum gol, mas deu assistência ao gol de Nelson Cuevas na vitória de 2x0 sobre a Seleção de Trinidad e Tobago.
Chegou a ser convocado para a disputa da Copa América Centenário de 2016 porém foi cortado dias depois do anúncio por lesão.

## Títulos
Olimpia
- Campeonato Paraguaio: 1998, 1999, A. 2018, C. 2018, A. 2019, C. 2019, C. 2020
- Copa do Paraguai: 2021
- Supercopa do Paraguai: 2021

 Bayern de Munique
- Liga dos Campeões da Europa: 2000–01
- Bundesliga: 1999–2000, 2000–2001, 2002–2003, 2004–2005 e 2005–2006
- Copa da Alemanha: 1999–2000, 2002–2003, 2004–2005 e 2005–2006
- Copa Intercontinental: 2001

 Libertad
- Campeonato Paraguaio: A. 2022, A. 2023, C. 2023, A.2024
- Copa do Paraguai: 2023
- Supercopa do Paraguai: 2023

 Manchester City
- Copa da Inglaterra: 2010-2011

## Campanhas de destaque
Seleção do Paraguai
Copa do Mundo: Quartas de final (2010)
Copa América: 2º lugar (2011)
- Copa América: 4º lugar (2015)

## Ligações Externas
- «Roque Santa Cruz» (em inglês). em FIFA.com
- «Roque Santa Cruz» (em inglês). em National Football Teams